# Laura de la Calle
Laura de la Calle Gallardo (Durango, Vizcaya, 19 de julio de 1979) es una actriz española. Fue azafata contable de Un, dos, tres... a leer esta vez y en 2009 interpretó el papel de Leire en Euskolegas.

## Carrera
Empezó trabajando de modelo de pasarela y publicidad, en 1994, con la Agencia M-Class de Vitoria.
En 1997 ganó el concurso Miss Álava y participó en Miss España. A raíz de aquello, empezó a trabajar en países como Japón, Italia o Alemania. También participó en un videoclip de Julio Iglesias, rodado en Brasil.
Su primer papel como actriz en televisión fue en un capítulo de la serie Periodistas de Telecinco.
En 2004 hizo el papel de secretaria contable de Un, dos, tres... a leer esta vez. Después de trabajar en el mítico concurso, fue fichada por ETB para copresentar el programa Generación XXI. En 2006 se incorpora como actriz en al programa Vaya semanita (Premio Ondas ese mismo año). En 2009 trabajó en la serie Euskolegas, un spin-off de uno de los sketches habituales de Vaya semanita, en el papel de Leire.
Desde entonces ha seguido ligada a los medios de comunicación trabajando como actriz, y también detrás de las cámaras, trabajando en producción.
Es productora ejecutiva en Miyagi Media.

## Vida personal
Está casada con el presentador Luis Larrodera, a quien conoció trabajando en Un, dos, tres... a leer esta vez.

## Trayectoria profesional

### Series de televisión
- Periodistas, en Telecinco (2000)
- Vaya semanita, en ETB (2006-2008)
- Euskolegas, en ETB (2009) -2 temporadas-

### Programas de televisión
- Un, dos, tres... a leer esta vez, en TVE (2004)... azafata, actriz y bailarina
- Vaya semanita, en ETB (2006-2008)... como varios personajes
- Generación XXI, en ETB (2006-2008)... copresentadora
- Campanadas Nochevieja 2007, en ETB

### Cortometrajes
- Psicotropía, de Gianni Amores (2006)
- El peor Oficio del mundo (2023)
- 3000 elefantes (2024)

### Radio
- Salga el sol por donde salga, en COPE (2017)... colaboradora
- Atrévete, en Cadena Dial (2019)... colaboradora
- Colaboradora en Hoy por Hoy Madrid (2021)

### Producción
- FesTVal. Festival de Televisión de Vitoria (2010-actualidad)... (también como actriz)
- Comedyantes 3, en Aragón TV (2019)... productora
- Comunidad Sonora, en Aragón TV (2019)... productora